# Mortzenhaus

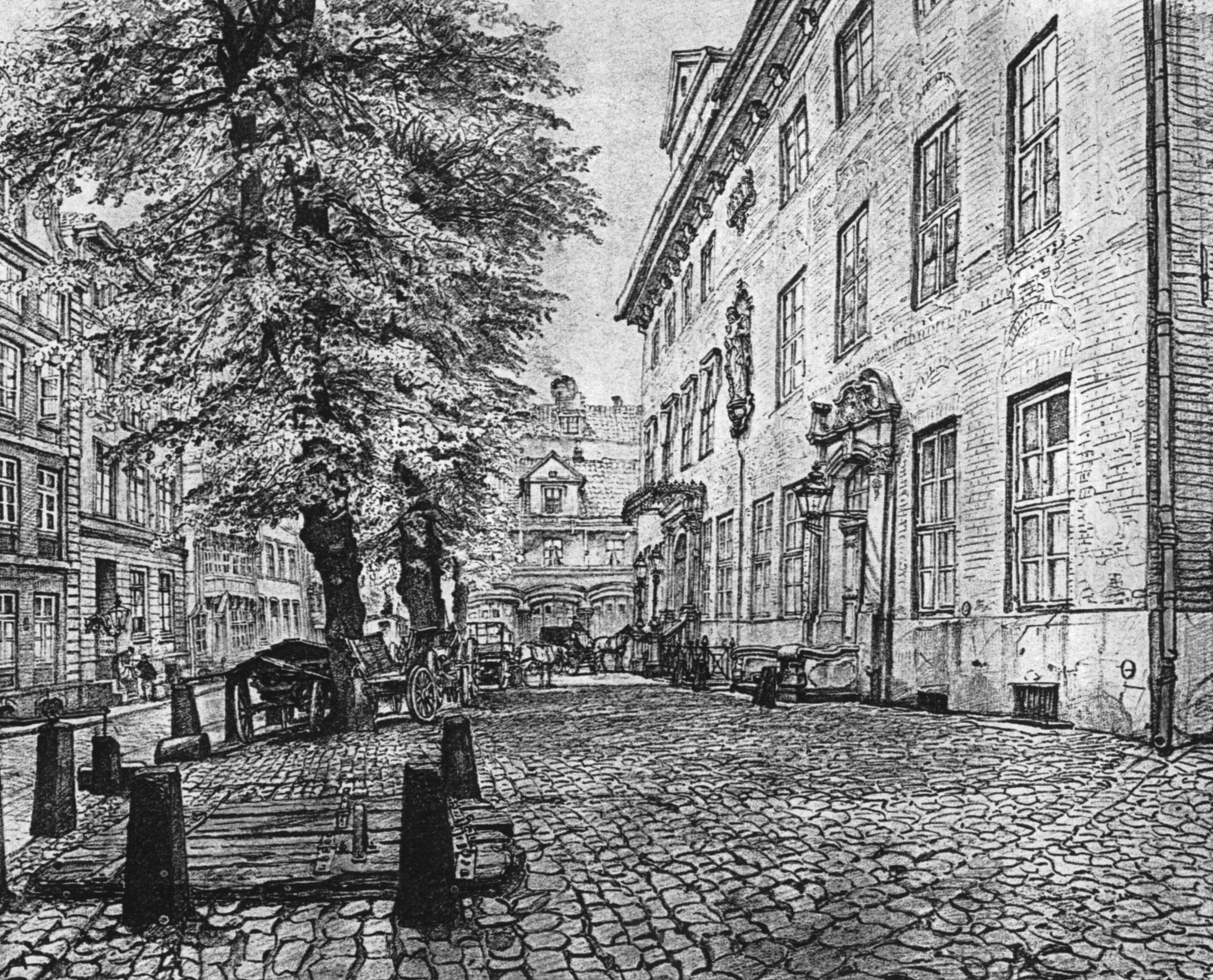
Das Mortzenhaus, rechts

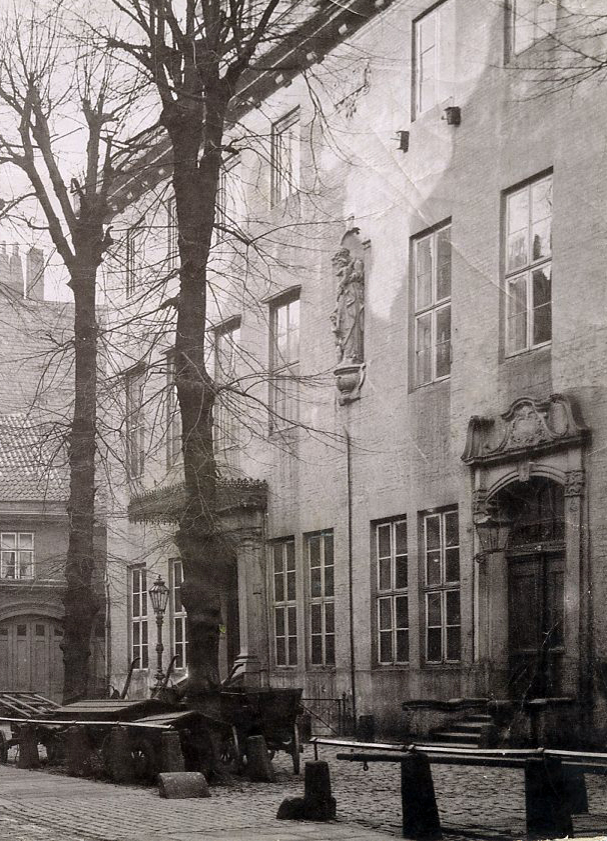
Alter Wandrahm № 20 und 21, Hamburg, Johann Hamann, Aufnahme vor 1885

Das Mortzenhaus war eines der bekanntesten und größten Hamburger Bürgerhäuser der Frühen Neuzeit. Das 1621 im palaisartigen Stil auf dem Wandrahm errichtete Gebäude wurde 1886 im Zuge der Errichtung der Speicherstadt abgerissen. Das Doppelhaus, das sich mit seinen Nebengebäuden über die Grundstücke Alter Wandrahm 19-23 erstreckte, unterschied sich in seiner Gestaltung erheblich von der sonst in Hamburg üblichen Bebauung. Das Mortzenhaus ist explizit auf einigen zeitgenössischen Stadtansichten abgebildet.

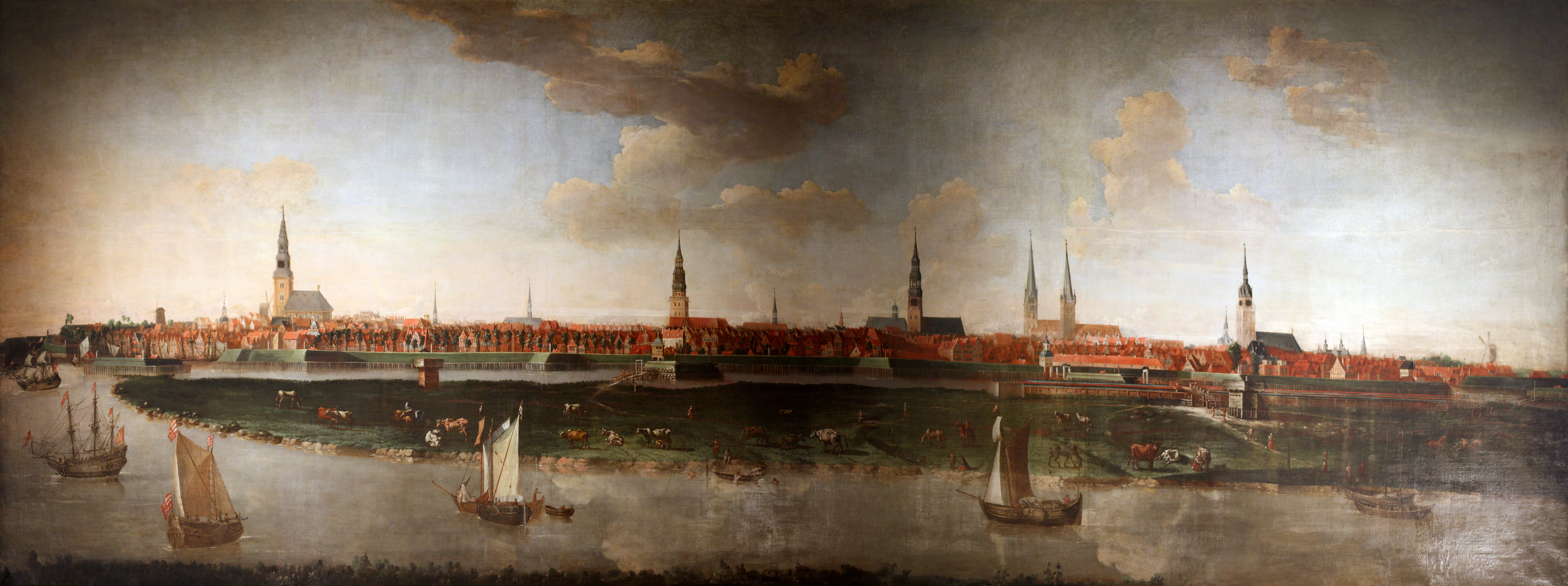
Auf dieser Stadtansicht von Joachim Luhn von 1681 sind rechts neben der im Bild rechts stehenden Jacobikirche das Dach und die Türme des Mortenhauses zu erkennen

## Erbauer des Gebäudes
Die Brüder Jacob Moers der Jüngere und Hans Moers gehörten zu den reichsten Hamburgern ihrer Zeit. Jacob Moers, der wie sein Vater gleichen Namens bekannter Goldschmied war, hatte unter anderem Teile der Ausstattung von Schloss Frederiksborg erschaffen. Hans Moers war erfolgreicher Kaufmann, zusammen mit seinem Bruder waren er auch als Waffenhändler tätig.
Christian IV. erhielt 1621 von der Stadt Hamburg einen Diamantenring als Geschenk, die diesen bei Jacob Moers in Auftrag gegeben hatte. In der Kämmereirechnung 1621/22 wurden 23.625 Mark vermerkt, die Jacob Moers dafür erhalten sollte. Vermutlich wurde ein Teil der Schulden der Stadt mit der Zahlungssumme für ein Grundstück im damaligen Neuausbaugebiet der Stadt verrechnet, das am 29. August 1621 von den Brüdern Moers gekauft wurde. Im selben Jahr wurde auch mit dem Bau des Gebäudes begonnen.

## Beschreibung des Gebäudes

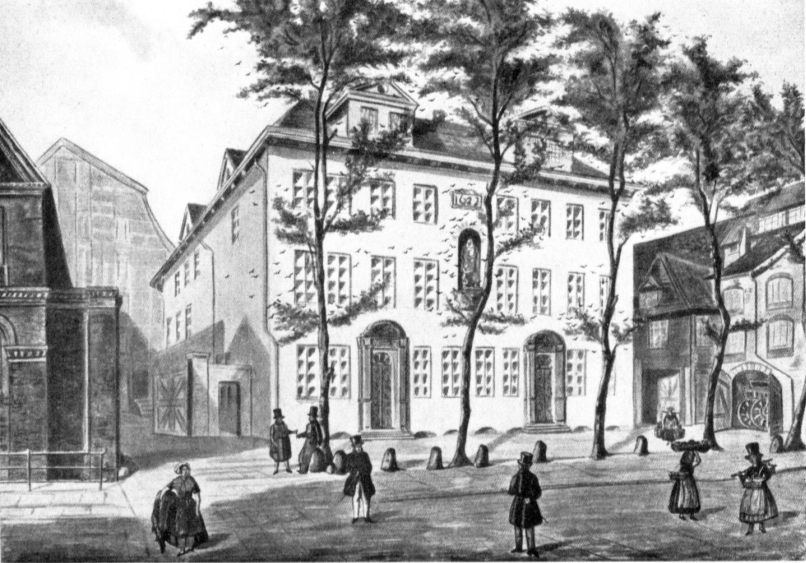
Das Mortzenhaus

Das Mortzenhaus war vom Grundriss ein in etwa quadratisches Gebäude, dessen Außenkanten circa 30 Meter maßen. Das dreistöckige Gebäude war von der Straßenflucht durch etwa einen zehn Meter breiten Vorplatz, der ursprünglich mit einer Mauer versehen war, abgetrennt. Das Gebäude umspannte einen rechteckigen Innenhof, an dessen Ecken in der Südseite je zwei Treppentürme lagen, die das Haus überragten. Die „Vorderseite [hatte] zwei Eingänge, die jeweils von zwei Fensterpaaren flankiert waren. So wurden im Erdgeschoss zehn Achsen gebildet, durch die Portale im Rhythmus 2-1-2 - 2-1-2 akzentuiert. Die beiden zwischen Portal und Hausmitte gelegenen Fenster standen dabei dichter zusammen als die ausseren.“.
Das Mortzenhaus war eines der ersten, die Mitte des 19. Jahrhunderts mit einer Zentralheizung ausgerüstet wurde.

## Bekannte Eigentümer
Alter Wandrahm 20
- Ernst Merck

Alter Wandrahm 21
- Johann Hinrich Gossler
- Johann Heinrich Gossler
- Wilhelm Gossler